# Ilja Scheps
Iliá Scheps (* 1956) es un pianista ruso, residente desde 1992 en Alemania, donde se le conoce como Ilja Scheps.

## Vida y trabajo
Scheps estudió piano en el Conservatorio de Moscú, en donde terminó siendo profesor. Entre 1982 y 1992 trabajó mayormente como solista en la Filarmónica de Moscú. También tocó como invitado especial, entre otros países, en EE. UU., Australia, China, Israel, Italia, Malta, Nueva Zelanda, España, Hungría y Turquía.
Cuando cae el régimen comunista de la URSS, que se trasforma en la Federación de Rusia, aprovecha para emigrar a Alemania (1992) en donde pronto consigue trabajo como profesor. Scheps dio clases en la Universidad de Rostock de Música y Teatro (Hochschule für Musik und Theater Rostock), en la Academia de Música de Detmold (Hochschule für Musik Detmold) y en la Academia de Música de Darmstadt (Akademie für Tonkunst).
En 2003 Scheps fue nombrado profesor de piano y música de cámara en la Hochschule für Musik und Tanz Köln, Departamento de Aquisgrán. 
También se hizo cargo de la dirección de las clases magistrales de pianistas de la Landesmusikakademie NRW. Miembro del jurado en prestigiosos concursos internacionales. Así pasa Scheps desde el año 2006, junto con su colega de aquisgrán, Andreas Frölich, participa en el jurado internacional del Prix AmadèO de piano. En 2009, fue miembro en 2009 del jurado en el Concurso Internacional Chopin en Darmstadt; y en 2011 del concurso internacional de piano de Shenzhen que organiza el Goethe-Institut de China. En ese país es profesor visitante de varias universidades chinas. 
Ilya Scheps y su esposa Tamara Scheps - también profesora de piano - son los padres de las virtuosas del piano Anna Scheps (1982) y Olga Scheps. En ocasiones Ilya Scheps ha tocado en compañía de sus hijas.

## Discografía (selección)
- Ilja Scheps (Klavier) y Sergej B. Jakovenko (barítono): Modest Músorgski-Songs, Arkiv-Music, 1991
- Ilja Scheps (Klavier) y Sergej B. Jakovenko (barítono): Walentyn Sylwestrow: Stille Lieder, Liederzyklus für Singstimme und Klavier, 2 CDs, Gräfelfing : ECM Records Verlag, Berlín, Universal-Music, 2004
- Ilja Scheps et al.: Nikolai Andrejewitsch Rimski-Korsakow: Complete Songs, Classical Music, 2009